# Dorota Warakomska
Dorota Warakomska (ur. 1963) – polska dziennikarka telewizyjna i komentatorka wydarzeń międzynarodowych.

## Życiorys
Studiowała w Szkole Głównej Planowania i Statystyki. Ukończyła studia z zakresu stosunków międzynarodowych na Wydziale Dziennikarstwa i Nauk Politycznych Uniwersytetu Warszawskiego.
W latach 1991–2006 zawodowo związana z Telewizją Polską. Zajmowała się obsługą reporterską krajowych i zagranicznych wydarzeń politycznych oraz gospodarczych. Od 1997 do 2001 pracowała jako stała korespondentka TVP w Stanach Zjednoczonych. Przeprowadziła wywiady m.in. z George'em W. Bushem, Hillary Clinton, Madeleine Albright i Ryszardem Kuklińskim. Obsługiwała mediowo dla TVP pielgrzymkę Jana Pawła II na Kubę.
Była prezenterką programów informacyjnych: Wiadomości (1992–1997) i Panoramy (2001–2004). Pełniła funkcję kierownika zespołów dziennikarskich tych programów, od 2004 do 2006 była zastępczynią dyrektora TVP1. W 2004 wystąpiła w serialu Czwarta władza w roli dziennikarki prowadzącej Panoramę.
W 2011 została rzeczniczką prasową Kongresu Kobiet i tzw. gabinetu cieni tej organizacji, a w 2013 prezeską Stowarzyszenia Kongres Kobiet. Funkcję tę pełniła do 2019. Stanęła także na czele stowarzyszenia Polish Professional Women Network (PWNet).
W 2017 zaczęła prowadzić jedno z wydań Poranka w Tok FM, we wrześniu 2018 została zawieszona po tym, jak ogłosiła poparcie kierowanego wówczas przez nią Stowarzyszenia Kongres Kobiet dla Rafała Trzaskowskiego w wyborach samorządowych, w następstwie zrezygnowała z pracy w rozgłośni.
Jest autorką książek Droga 66 i Co się stanie z Ameryką (poświęconych Stanom Zjednoczonym), a także współautorką (z Jarosławem J. Szczepańskim) książki Ostatnia wyspa komunizmu. Jan Paweł II na Kubie. Ponadto do redagowanych przez Małgorzatę Marcjanik publikacji Grzeczność nasza i obca oraz Grzeczność na krańcach świata napisała rozdziały o grzeczności i zasadach obowiązujących wśród dziennikarzy amerykańskich i polskich. Pisała także felietony dla miesięcznika „Podróże”.

## Odznaczenia
W 2002 została odznaczona Złotym Krzyżem Zasługi przez prezydenta Aleksandra Kwaśniewskiego.